# Ulaş (district)
Ulaş is een Turks district in de provincie Sivas en telt 11.237 inwoners (2007). Het district heeft een oppervlakte van 753,5 km². Hoofdplaats is Ulaş.
De bevolkingsontwikkeling van het district is weergegeven in onderstaande tabel.
| 1997   | 2000   | 2007   |
| ------ | ------ | ------ |
| 15.265 | 14.972 | 11.237 |